# خالدر
گالدر (به هلندی: Galder) یک منطقهٔ مسکونی در هلند است که در بردا واقع شده‌است. گالدر ۹۶۰ نفر جمعیت دارد.